# Cséfalvay Gyula
Cséfalvay Gyula (Sérfenyősziget, 1919. november 29. – Sérfenyősziget, 1998. június 16.) magyar agrármérnök, politikus, országgyűlési képviselő.

## Életpályája
Szülei: Cséfalvay Gyula és Andrasek Katalin voltak. Az elemi iskolát Sérfenyőszigeten járta ki. Ezután gazdasági iskolát végzett Győrben. 1938–1948 között az Arany- és Ezüstkalászos Gazdák mozgalmában dolgozott, 1941–1948 között a mozgalom Győr-Sopron megyei szövetségének elnöke volt. 1940-ben csatlakozott a Katolikus Agrárifjúsági Legényegyletek Országos Testületéhez (KALOT). 1940–1959 között – birtoka kisajátításáig – egyéni gazdálkodó volt. 1941–1942 között népfőiskolát végzett Érden. 1943–1945 között - a második világháborúban - frontszolgálatot teljesített. Az 1956-os forradalom után internálták, majd rendőri felügyelet alatt állt 1961-ig. 1959–1961 között a dunaszigeti TSZ-ben dolgozott. 1961–1962 között Mosonmagyaróváron építőipari segédmunkás, majd 1962–1965 között ugyanott építőipari anyagkönyvelő volt. 1965-től a mosonmagyaróvári ÁFÉSZ agronómusa volt. 1969-ben általános agrármérnöki oklevelet szerzett a Mosonmagyaróvári Agrártudományi Főiskolán. 1970-től a dunaszigeti római katolikus egyházközösség tagja volt. 1970 tavaszától a Mosonmagyaróvári Kisállattenyésztő Szövetkezet főagronómusa, 1971–1984 között a szövetkezet elnöke volt. 1984-ben nyugdíjba vonult. 

### Politikai pályafutása
Fiatal korában kapcsolódott be a politikai életbe. Aktívan részt vett az 1930-1940-es évek agrárpolitikai mozgalmaiban. 1946–1948 között a Magyar Parasztszövetség tagja, 1947–1948 között járási titkára volt. 1947-ben belépett a Demokrata Néppártba. Az 1947. évi választásokon a Barankovics István vezette Demokrata Néppárt képviselőjelöltje volt a megyei pártlistán. Ezután 1989-ig nem foglalkozott politikával. 1989-ben belépett a Kereszténydemokrata Néppártba. 1989-ben ismét a Magyar Parasztszövetség tagja lett. 1989–1990 között a KDNP Országos Intézőbizottságában dolgozott. 1990–1992 között a Választási és mandátumvizsgáló bizottság alelnöke és a Mentelmi, összeférhetetlenségi és mandátumvizsgáló bizottság tagja volt. 1990–1994 között országgyűlési képviselő volt. 1992–1993 között Az Állami Számvevőszék szervezetének és működésének felülvizsgálatát végző ad-hoc bizottság tagja, valamint a Számvevőszéki bizottság tagja volt. 1992–1994 között a Mezőgazdasági bizottság tagja volt. 1994-ben a Mentelmi, összeférhetetlenségi és mandátumvizsgáló bizottság tagja volt.